# Gábor György (filozófus)
Gábor György (Budapest, 1954. február 6. – ) filozófus, habilitált egyetemi tanár, az MTA Filozófiai Kutatóintézetének volt tudományos főmunkatársa, az Országos Rabbiképző – Zsidó Egyetem tanszékvezető egyetemi tanára. 2003 és 2006 között – a Medgyessy és Gyurcsány-kormányok idején – a Miniszterelnöki Hivatal valláspolitikai tanácsadója volt.

## Tanulmányai
1978-ban az ELTE Bölcsészettudományi Kar, esztétika és magyar nyelv és irodalom szakon, 1979-ben filozófia szakon szerzett diplomát. Három gyermek édesapja.

## Tudományos fokozatai
- A zsidó vallástudomány doktora (Ph.D.), 2005
- Vallástudományi habilitáció (Dr. habil.), 2008

## Munkahelyei, beosztásai
- 1978: MTA Filozófiai Intézet, tudományos segédmunkatárs
- 1986: MTA Filozófiai Intézet, tudományos munkatárs
- 2005: MTA Filozófiai Kutatóintézet, tudományos főmunkatárs
- 2001: Országos Rabbiképző - Zsidó Egyetem, egyetemi adjunktus
- 2005: Országos Rabbiképző - Zsidó Egyetem, egyetemi docens
- 2009: Országos Rabbiképző - Zsidó Egyetem, egyetemi tanár

## Politikai szerepvállalása
Gábor György 2003-2006 között – a Medgyessy és Gyurcsány-kormányok idején – előbb a Miniszterelnöki Hivatal, később Bozóki András kulturális miniszter valláspolitikai tanácsadója volt.
2019-ben a Demokratikus Koalíció pártalapítványának, az Új Köztársaságért Alapítványának a díjazottja.
2020 szeptemberében Gábor György filozófus az ATV Egyenes beszéd című műsorában beszélt Gyurcsány Ferenccel való találkozójáról, amelynek során lefektették a 2022-es választásra való felkészülés „szellemi alapjait és keretrendszerét”. A filozófus vezetésével alakuló műhely célja a teljes ellenzéki összefogás elősegítése, elméleti alapjainak megteremtése.
Gábor György rendszeresen nyilvánul meg morális, erkölcsi kérdésekről. 2021 nyarán éles kritikával illette a botrányos viselkedése - náci karlendítés, nyilas jelképek és szimbólumok használata - miatt elnézést kérő Gyenge Dánielt, azonban Budai Lóránt jászberényi neonáci politikus cinikus kiállását korábbi nézetei mellett egyetlen szó nélkül elfogadta.

## A filozófusbotrány
2004 és 2005 között hat pályaművel összesen csaknem félmilliárd forinthoz jutott hozzá a Radnóti Sándor, Heller Ágnes, Vajda Mihály, Gábor György és Geréby György alkotta filozófusi kör.
A Magyar Nemzet birtokába került dokumentumokból kiderült, hogy a Magyar Bálint akkori oktatási miniszter által létrehozott és felügyelt NKTH pályázatain Boda Miklós elnöklése alatt olyan, filozófusok által beadott pályázatok nyertek, amelyeket tartalmi okok miatt azonnal vissza kellett volna utasítani, mert témájuk köszönő viszonyban sem volt a pályázati kiírással, az elnyert összegek pedig irreálisan magasak voltak a feladat súlyához képest. A projekt összegéből az MTA belső ellenőrzési osztályának jelentése szerint Gábor György, 41,7 millió forintot kapott.

## Szakmai életútja
- 1978: MTA Filozófiai Kutatóintézet, tudományos főmunkatárs
- 1978–1984: ELTE Bölcsészettudományi Kar Filozófiai tanszék, latin patrisztika
- 1998–2002: ELTE Bölcsészettudományi Kar Kulturális Antropológiai tanszék, összehasonlító vallástörténet, vallási szimbólumok története
- 1980–1990: BME Filozófiai tanszék: filozófiatörténet, a szakrális építészet teológiai problémái
- 1992–1994: Miskolci Bölcsész Egyesület, Zsidó - keresztény teológiai kontroverziák, a teológiai antijudaizmus története
- 2002–2006: Szegedi Tudományegyetem Vallástudományi tanszék, A zsidóság története, a judaizmus bölcselete
- 2001-től: Wesley János Lelkészképző Főiskola: összehasonlító vallástörténet, a judaizmus bölcselete és történelemfelfogása
- 2003–2006: Budapesti Corvinus Egyetem Társadalomtudományi Kar, a zsidóság mint civilizáció
- 1998-tól: Országos Rabbiképző - Zsidó Egyetem (jelenleg habilitált egyetemi tanárként), összehasonlító vallástörténet, a judaizmus bölcselete és történelemfelfogása, teológiai antijudaizmus, zsidó - keresztény teológiai kontroverziák, a XX. századi zsidó filozófia története, XX. századi politikai messianizmus, Flavius Josephus történelemszemlélete
- Az Országos Rabbiképző – Zsidó Egyetem Doktori Tanácsának tagja
- 2009-2021 között oktatott a Színművészeti Egyetem doktoriskoláján és az ELTE Társadalomtudományi Karán
- 2021 februárjától a Freeszfe Doktori Tanácsának tagja
- 2021 májusától a Goldziher Ignác Zsidó Történeti és Kulturális Kutatóintézet kuratóriumának tagja

## Hazai és külföldi ösztöndíjak, kutatási tevékenység
- Soros-ösztöndíj (1986), A zsidó, pogány és keresztény bölcselet egymásra hatása az I–II. században
- Centre National de la Recherche Scientifique (Paris, 1988), Szent Ágoston és a „nouvelle teologie”
- Université Catholique de Louvain (1992), A szakralitás újraéledése
- Institutum Patristicum Augustinianum (2000–2001), Napjaink politikai teológiája
- Universita degli Studi di Roma, La Sapienza (2007), Flavius Josephus és a korai keresztény történetírók
- Institutum Patristicum Augustinianum (2009), Flavius Josephus és a pogány, zsidó és keresztény történelemszemlélet

## Szakmai és egyéb díjak
- A Magyar Rádió elnökségének Nívó-díja (a Tízparancsolat c. 11 részes vallás- és művelődéstörténeti sorozatért) (1993)
- Scheiber Sándor-díj (2002)
- A Mozgó Világ Nívó-díja (2008)
- "Várhegyi György" Magyar Zsidó Oktatásért díj (2017)
- A Demokratikus Koalíció pártalapítványának, az Új Köztársaságért Alapítványának díjazottja (2019)
- Radnóti Miklós Antirasszista Díj (2023)

## Oktatási, kutatási és tudományos tevékenysége
- A korai századok rabbinikus és apokaliptikus bölcselete
- A zsidó és keresztény történetfilozófiai és üdvtörténeti gondolkodás
- A teológiai antijudaizmus története
- Zsidó - keresztény teológiai hatások és kontroverziák
- Napjaink politikai teológiája

## Önállóan megjelent kötetei
- A bizonyság két táblája, Beszélgetések a Tízparancsolatról (társszerkesztő: Hajdu István), Tudomány, Budapest, 1995, (277 oldal), ISBN 963-8194-07-3
- A bárka és utasai, Zsidóság és kereszténység, történelem és emlékezet, Orpheusz, Budapest, 1996, (304 oldal), ISBN 9637971734
- „A tanítás az élet kapuja”, Tanulmányok az Országos Rabbiképző Intézet 120. évfordulója alkalmából (társszerzők: Schweitzer József, Schweitzer Gábor, Hajnal Piroska), Universitas, Budapest, 1999, (340 oldal), ISBN 963-00-2425-X
- A szentély és a vadak, Az emlékezés technikái – Zsidó vallástörténeti tanulmányok, Új Mandátum, Budapest, 2000, (307 oldal), ISBN 963-9158-84-4
- Otthonkeresők, otthonteremtők, Zsidó társadalomtörténeti tanulmányok, (társszerkesztők: Schweitzer József, Schweitzer Gábor, Hajnal Piroska), Universitas — Judaica Alapítvány, Budapest, 2001, (223 oldal), ISBN 963-00-7237-8
- A történelem árnya – Ludassy Máriának 60. születésnapjára (társszerkesztő: Rugási Gyula), Jószöveg Műhely, Budapest, 2004, (151 oldal)
- Szinaj és Jabne – Zsidó emlékezet a történelmen „innen és túl”, Jószöveg Műhely, Budapest, 2005, (224 oldal), ISBN 9637052186
- Abszolút tenger, Tanulmányok, esszék, kritikák, Semmelweis, Budapest, 2006, (252 oldal), ISBN 9639656046
- Szabad egyház szabad államban, Vallás- és egyházpolitikai esszék, publicisztikák, (Buda Péterrel közösen), Jószöveg Műhely, Budapest, 2006, (204 oldal), ISBN 9637052380
- A párizsi toronyőr – Kende Péter 80. születésnapjára (társszerkesztő: Vásárhelyi Mária, Márton László, Volosin Hédi), Pallas, Budapest, 2007, (671 oldal)
- „Királlyá lett a te Istened” – Fejezetek a politikai teológia történetéből (társszerkesztők: Borbély Gábor, Geréby György, Szántó Veronika), Akadémiai, Budapest, 2008, (273 oldal), ISBN 9789630586344
- Az idő nélküli hely, Vallásfilozófiai és vallástörténeti tanulmányok, Jószöveg Műhely, Budapest, 2008, (215 oldal), ISBN 9789637052651
- A politika szolgálólánya (Buda Péterrel közösen), Pallas Páholy, Budapest, 2009, (335 oldal), ISBN 9789638799593
- A diadalíven innen és túl, Pogány, zsidó és keresztény narratívák – a „hetvenes” háború története, Akadémiai, Budapest, 2009, (327 oldal), ISBN 9789630587341
- A lét hangoltsága, Tanulmányok a tudás sokféleségéről (társszerkesztő: Vajda Mihály), Typotex, Budapest, 2010, (369 oldal), ISBN 9789632791524
- A szépség akarata – kép és filozófia (társszerzők: Bacsó Béla, Gyenge Zoltán, Heller Ágnes), Typotex, Budapest, 2011, (204 oldal), ISBN 978-963-2794-42-6
- Le domande invisibili –Scritti sulla memoria ebraica, Lithos, Roma, 2011, (132 oldal), ISBN 978-8897414087
- Múltba zárt jelen, avagy a történelem hermeneutikája, L'Harmattan, Budapest, 2016, (200 oldal),  ISBN 9789634141037
- A történelem tekintete. Emlékezet és tanúság, Typotex, Budapest, 2021, (497 oldal), ISBN 9789634930860

## Publicisztika
- Nem félsz book, Budapest, Ab Ovo, 2018, (239 oldal)
- Az elefánt nem felejt. Nem félsz book 2.0, Ab Ovo, 2022, (291 oldal)

## Szerkesztői tevékenység, egyéb publikációk
- Beszélő szerkesztője, rovatvezetője (1993–1995)
- Balkon szerkesztője (1995–1996)
- Világosság szerkesztője (1996–2002)
- Mórija-könyvek szerkesztője (Kiadja az Országos Főrabbi Hivatal – Universitas Kiadó – 1999-2001)
- Saeculum-könyvek (kiadja a Jószöveg Műhely Kiadó – 2003-tól)

Publikációinak száma az önálló kötetek mellett, - tanulmányok, esszék, cikkek, kritikák - megközelíti a 600-at. A kisajátított Isten országa. Szakrális politikai szimbólum – szimbolikus politikai szakralitás címmel mintegy 50 oldalas tanulmányt írt Orbán Viktor valláskultúrájáról és egyházpolitikájáról a Magyar Bálint által szerkesztett, 2013 őszén megjelent Magyar polip című kötetbe.

## Néhány interjú
- A családom és a munkám rajongva szeretem, In: László György: 39 történet az Emberről, Tudomány Kiadó, Budapest, 2010, ISBN 978-963-8194-66-4, 71–81. o.
- Ez életem két legrohadtabb éve, Gábor György filozófussal, vallástörténésszel beszélget Révész Sándor és Zolnay János, In: Beszélő, 2010. március (XVI. évfolyam 3. szám), 4–20. o.
- Az igazság nem érdekes, a besározás a vezérelv, In: Revizor, 2011. január 23.
- Gábor György a filozófusperekről, In: Amerikai Népszava, 2011. január 24.
- A filozófusbotrány tanulságai, In: 168 Óra, 2012. január 19. (XXIV. évfolyam 3. szám), 40–41. o.
- És mégis lapos a Föld?, In: Vasárnapi Hírek, 2012. április 15.
- A politikai hittröszt, In: 168 Óra, 2013. november 21. (XXV. évfolyam 47. szám), 10–12. o.
- Szellemi tolvajok, In: 168 Óra, 2016. március 3. (XXVIII. évfolyam 9. szám), 24–25. o.
- „…konkurenciatörténet a lelkek piacán…”, In: 2000, 2018. 2. szám (30. évfolyam), 3–27. o.
- "Örüljetek, hogy én voltam", In: Magyar Narancs, 2019. március 21. (XXXI. évfolyam 12. szám), 8–9. o., (Online: "Egyszer ezt fogja mondani Palkovics László is")